# Задача Потенота
Задача Потенота (обратная геодезическая засечка) — одна из классических математических задач определения местоположения точки на местности по трём ориентирам с известными координатами; возникает, например, при определении местоположения корабля в море по трём маякам, расстояние до которых неизвестно. Имеет более 100 аналитических и графических способов решения и является частным случаем и обобщением задач трилатерации и триангуляции. Приобрела важное практическое значение в самых разных областях (геодезии, навигации, корректировке ракетно-артиллерийского огня) и не потеряла актуальности по настоящее время.

### Формулировка задачи Потенота
Найти точку плоскости, из которой стороны данного (плоского) треугольника видны под заданными углами.
Замечание. Если все эти углы равны между собой и равны 120 градусам, то искомая точка есть Точка Торричелли.

## История
Впервые решить задачу аналитически удалось голландскому математику Снеллиусу в 1616 году. Однако в 1692 году французский математик Л. Потенот (1660—1732) предложил более удачное решение этой задачи, которая впоследствии получила его имя. В разное время ею занимались картографы И. Г. Леман (1765—1811), А. П. Болотов (1803—1853), А. Д. Моторный (1891—1964) и др.

### Порядок решения задачи способом Деламбра
1. Вычисляют дирекционный угол направления с исходного пункта 1 на определяемую точку «0» по формуле:
{\displaystyle \mathrm {tg} \alpha _{1-0}={\frac {\Delta Y_{2-1}*{\operatorname {ctg} \beta _{1}}+\Delta Y_{1-3}*{\operatorname {ctg} \beta _{2}}-x_{2}+x_{3}}{\Delta X_{2-1}*{\operatorname {ctg} \beta _{1}}+\Delta X_{1-3}*{\operatorname {ctg} \beta _{2}}+y_{2}-y_{3}}}}.
2. Определяют дирекционные углы направлений с других исходных пунктов — 2, 3, 4.
{\displaystyle \mathrm {tg} \alpha _{2-0}=a_{1-0}+\beta _{1}}
{\displaystyle \mathrm {tg} \alpha _{3-0}=a_{1-0}+\beta _{2}}
{\displaystyle \mathrm {tg} \alpha _{4-0}=a_{1-0}+\beta _{3}}
3. Используя формулы тангенсов или котангенсов дирекционных углов направлений с исходных пунктов на определяемую точку Р, вычисляют координаты точки Р в двух комбинациях. Вторая комбинация является не зависимой и контрольной.
I комбинация
{\displaystyle \mathrm {x} _{0}={\frac {x_{1}*{\operatorname {tg} \alpha _{1-0}}-x_{2}*{\operatorname {tg} \alpha _{2-0}}-y_{1}+y_{2}}{\operatorname {tg} \alpha _{1-0}-\operatorname {tg} \alpha _{2-0}}}}.
{\displaystyle \mathrm {y'} _{0}={y_{1}+\Delta X_{1-0}*{\operatorname {tg} \alpha _{1-0}}}}.

{\displaystyle \mathrm {y''} _{0}={y_{2}+\Delta X_{2-0}*{\operatorname {tg} \alpha _{2-0}}}}.
II комбинация
{\displaystyle \mathrm {x} _{0}={\frac {x_{3}*{\operatorname {tg} \alpha _{3-0}}-x_{4}*{\operatorname {tg} \alpha _{4-0}}-y_{3}+y_{4}}{\operatorname {tg} \alpha _{3-0}-\operatorname {tg} \alpha _{4-0}}}}.
{\displaystyle \mathrm {y'} _{0}={y_{3}+\Delta X_{3-0}*{\operatorname {tg} \alpha _{3-0}}}}.

{\displaystyle \mathrm {y''} _{0}={y_{4}+\Delta X_{4-0}*{\operatorname {tg} \alpha _{4-0}}}}.